# Falla del motor en el despegue
La falla del motor en el despegue (conocida en la jerga profesional como EFTO por sus siglas en inglés de Engine Failure on Takeoff) es la falla total o parcial de un motor cuando una aeronave está en la etapa de despegue o durante el ascenso. La falla del motor en el despegue puede ser generalmente causado por el impacto de aves o averías dentro del sistema de combustión del motor, por congelación admosferica, o por la succión de cualquier tipo de fragmentos por alguna causa interna o externa.

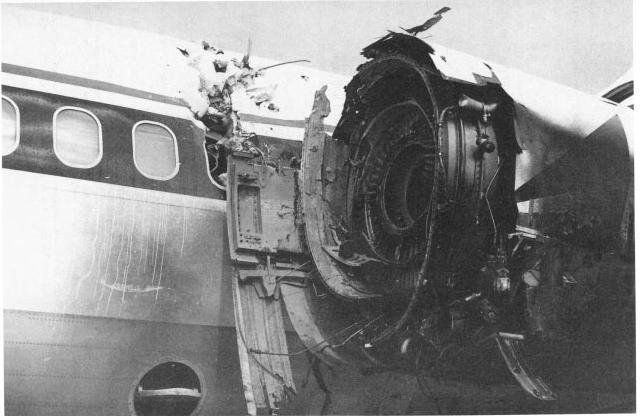
El motor del Vuelo 1288 de Delta Air Lines después de sufrir una falla del motor durante el despegue.

La falla del motor durante el despegue puede provocar que la aeronave no tenga suficiente velocidad aerodinámica durante el transcurso del despegue y la velocidad de decisión "V2" para el despegue. Las fases del vuelo están delineadas para permitir que se desarrollen procedimientos estándar simplificados para diferentes tipos de aeronaves en una emergencia. Si una aeronave tiene una falla en el motor durante el despegue, el procedimiento estándar para la mayoría de las aeronaves sería detener la aeronave y realizar la maniobra de despegue fallido.

## Descripción
En las aeronaves pequeñas, si la falla del motor sucede antes de la maniobra de velocidad de decisión "VR" (velocidad de rotación), el piloto puede reducir la velocidad en la palanca de potencia al modo "ralentí", activar los frenos de velocidad (si están equipados) y frenar según sea necesario.
Si la falla del motor sucede después del despegue, es decir que la aeronave esté ascendiendo, el piloto debe tomar una decisión: si hay suficiente pista para realizar un aterrizaje de emergencia o si se requiere un aterrizaje en un aeropuerto alternativo.
Uno de los mayores errores que puede cometer un piloto es intentar dar la vuelta y regresar al aeropuerto para un aterrizaje de emergencia sin antes calcular si podrá llegar a aterrizar. Si la altitud es la suficiente, ésta podría ser una opción (es decir, si está a 1000 pies o más), pero la mayoría de los pilotos están capacitados para evitar la tendencia obvia a dar la vuelta y, en cambio, aterrizar el avión en línea recta en caso de una falla del motor después del despegue.

## Procedimiento de emergencia
Los primeros pasos comunes después de una falla del motor durante el despegue sería volar a una mejor velocidad de planeo (V BG), retraer los flaps si la velocidad del aire lo necesitase, dar la vuelta y aterrizar en línea recta. Regresar al aeropuerto con un giro pronunciado puede provocar una entrada en pérdida o un trompo (giro invertido hacia el terreno).
Aunque parezca una falla mínima, la Junta Nacional de Seguridad en el Transporte (NTSB)  ha registrado numerosos accidentes mortales debido al error de regresar a un aeropuerto o despegar con solo un motor en vez de cancelarlo. Por ejemplo, después de una investigación total, la NTSB determinó que la causa más probable del accidente del Delta 1288 fue una fractura en el eje de la turbina del compresor delantero del motor izquierdo, que resultó de la falla del proceso de inspección de la aerolínea para detectar una grieta potencialmente peligrosa en el motor que se originó en la fabricación inicial del motor. La NTSB también atribuyó el accidente a que el equipo de mantenimiento de Delta no descubrió el problema. La mayoría son causados por malas inspecciones mecánicas previas al vuelo.
En aeronaves grandes, por ejemplo aviones comerciales, antes de iniciar el despegue se calcula la velocidad máxima a partir de la cual se puede lograr un despegue fallido en la pista restante.
Durante la velocidad de maniobra de decisión "V1", si el piloto no ha iniciado el procedimiento de un despegue fallido al acelerar a través de V1 durante el transcurso del despegue, el despegue generalmente debe continuar, incluso si la falla está solo en un motor.